# Euploea gloriosa
Euploea gloriosa är en fjärilsart som beskrevs av Butler 1866. Euploea gloriosa ingår i släktet Euploea och familjen praktfjärilar. Inga underarter finns listade i Catalogue of Life.